# Astrohelix bellator
Astrohelix bellator is een slangster uit de familie Gorgonocephalidae.
De wetenschappelijke naam van de soort werd in 1904 gepubliceerd door René Koehler.